# 1005 км (зупинний пункт)
1005 кіломе́тр — пасажирський залізничний зупинний пункт Дніпровської дирекції Придніпровської залізниці на електрифікованій лінії Павлоград I — Синельникове I між станціями Павлоград I (11 км) та Зайцеве (9 км). Розташований біля села Домаха Павлоградського району Дніпропетровської області.

## Пасажирське сполучення
На платформі зупиняються приміські електропоїзди до станцій Запоріжжя I, Дніпро-Головний, Лозова та  Синельникове I.